# Выборгская (станция метро)
«Вы́боргская» — станция Петербургского метрополитена. Входит в состав Кировско-Выборгской линии, расположена между станциями «Лесная» и «Площадь Ленина».
Станция открыта 22 апреля 1975 года в составе участка «Площадь Ленина» — «Лесная». Названа из-за расположения в Выборгском районе и на Выборгской стороне. В проекте станция носила название «Бабурин переулок». С 7 февраля по 24 декабря 2015 года станция была закрыта для проведения капитального ремонта.

## Наземные сооружения
Павильон станции выполнен по проекту архитекторов А. С. Гецкина, В. П. Шуваловой, В. Г. Хильченко, инженеров Е. А. Эрганова, И. X. Целолихиной, С. П. Щукина и располагается на Лесном проспекте, между улицами Смолячкова и Гренадерской.
Стеклянное здание своеобразно своим архитектурным проектом, потолок вестибюля набран из сборных армоцементных элементов, в отдельные секции которых вмонтированы ртутные лампы, из-за чего в вестибюле очень светло.

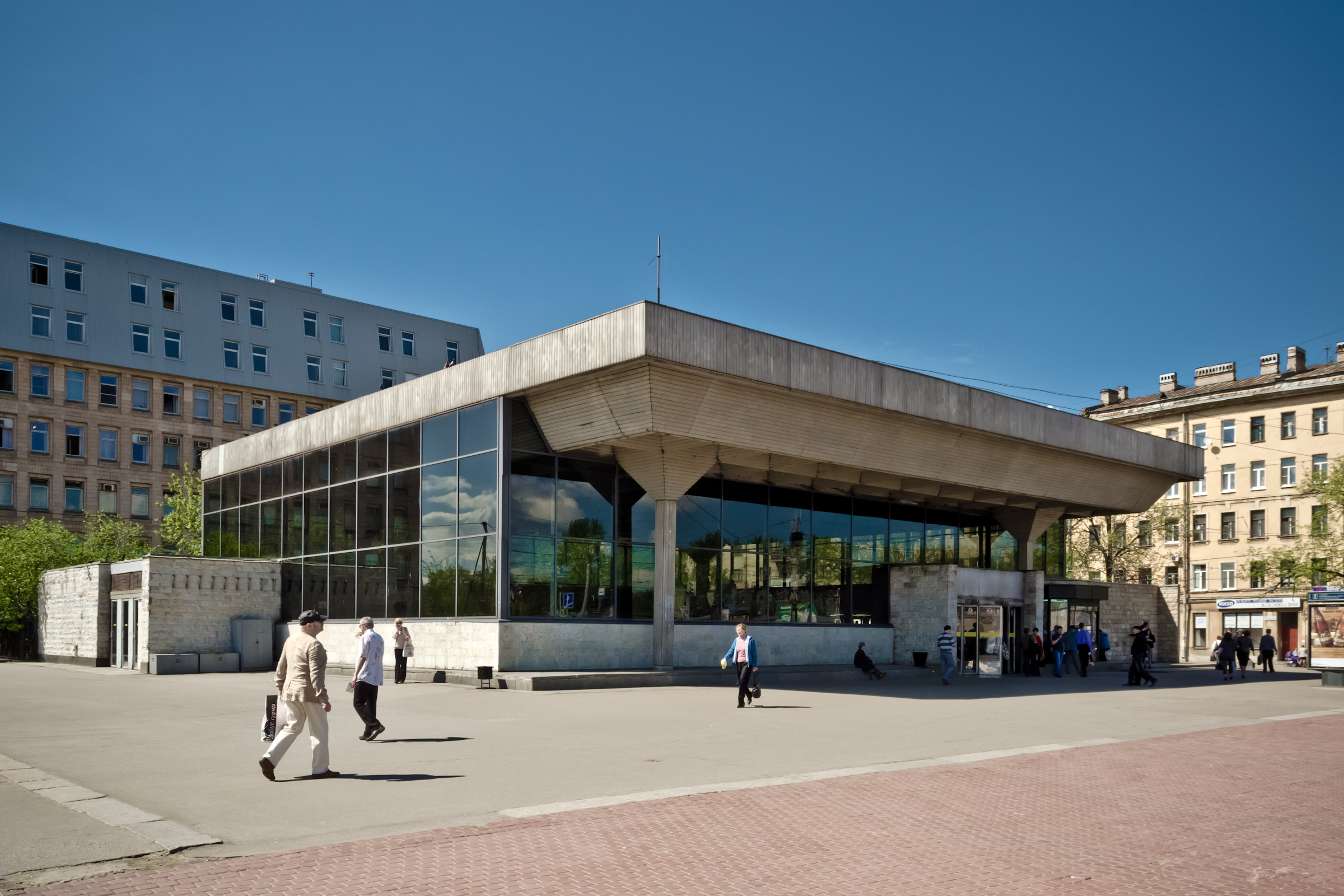
Павильон станции
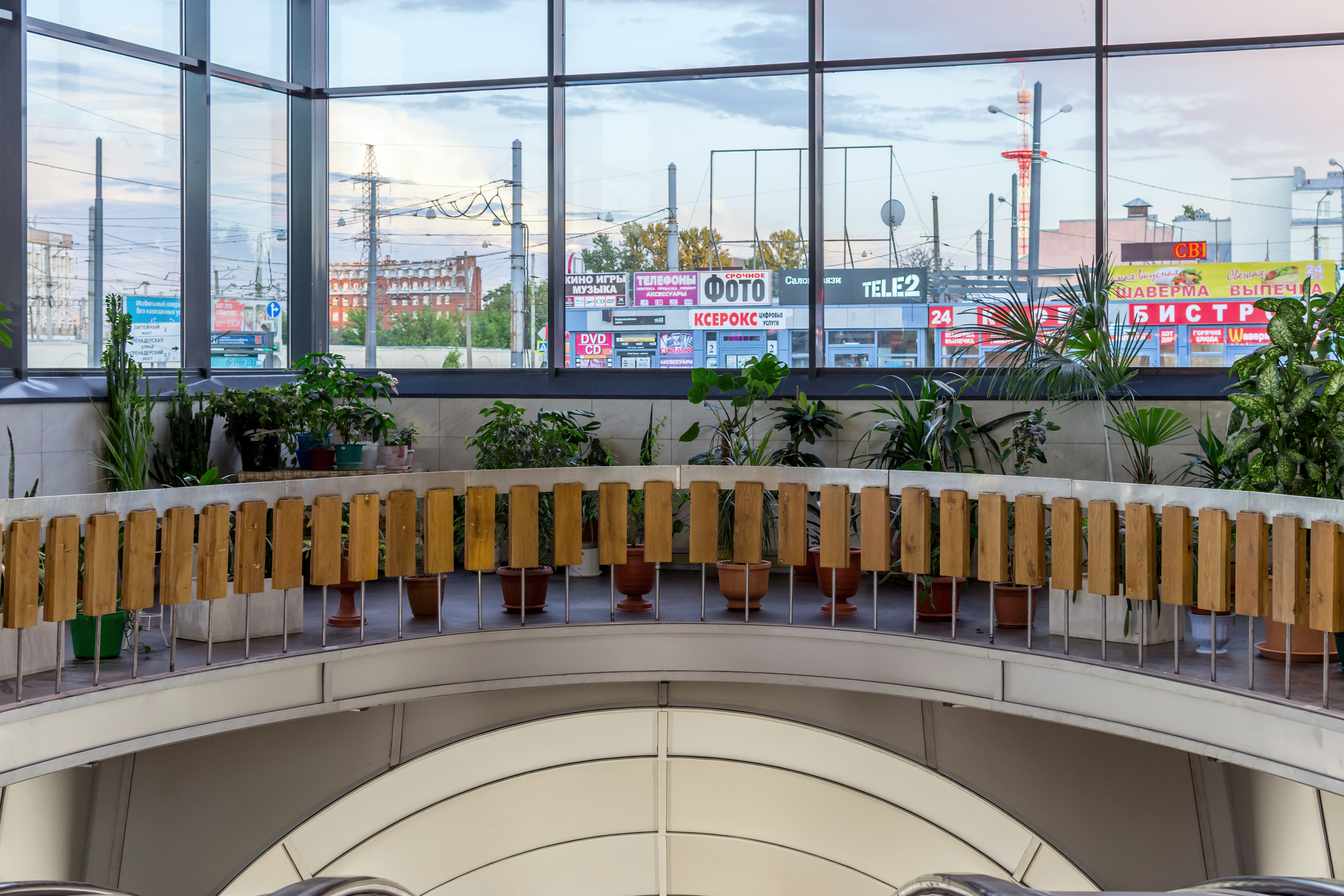
Над эскалаторным ходом

Это не единственный сохранившийся «стеклянный» вестибюль.
Из серии проектов также сохранилась «Академическая». «Политехническая» сильно модернизирована (нижний ярус остекления закрыт декоративным камнем), а на «Площади Мужества» наземный вестибюль потерял свой внешний вид при постройке жилого дома.
Такой же стиль использован в «Девяткино», но из-за наземного расположения станции там создаётся другое впечатление.
«Выборгская» — одна из двух станций в Санкт-Петербурге (другая — «Петроградская»), из наземного вестибюля которых начинается подземный пешеходный переход (этот к тому же — самый длинный в Петербурге).
Над наклонным ходом вестибюля имеется балкон, на котором с 1970-х годов установлены декоративные растения.

## Подземные сооружения
«Выборгская» — колонная станция глубокого заложения (глубина — 67 метров).
Подземный зал выполнен по проекту архитекторов А. В. Жука, В. Ф. Дроздова и Е. А. Жука. В торцевой стене перехода от эскалаторов к станции находится барельеф, изображающий восставших рабочих Выборгской стороны. Арки колонн перекрыты железобетонными балками, колонны расширяются кверху в сторону центрального зала.

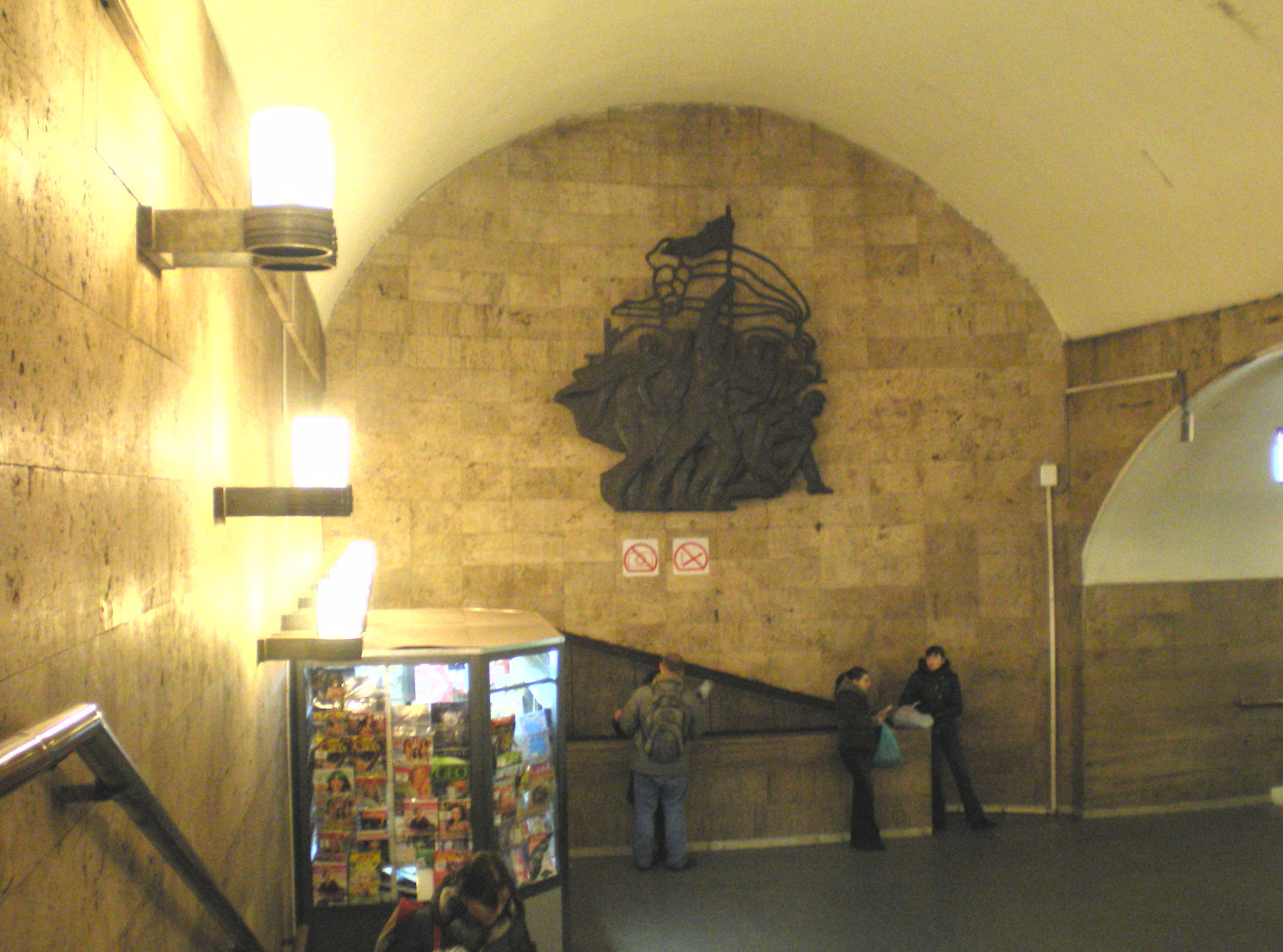
Панно напротив наклонного хода
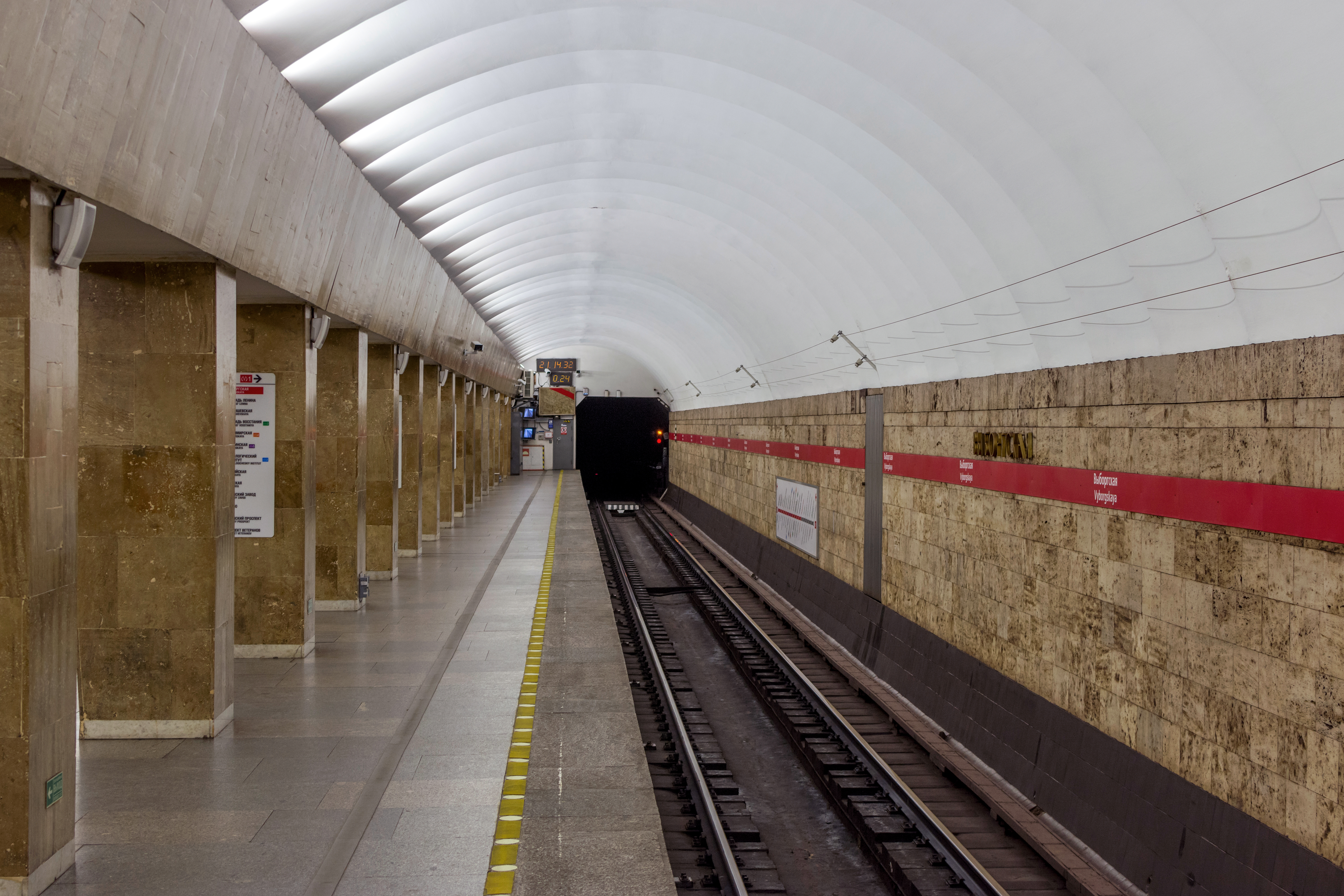
Посадочная платформа

Отличительная особенность отделки станции: колонны и путевые стены выложены розовато-бежевым травертином, полы — серым гранитом.
Наклонный ход (выход со станции), содержащий три эскалатора, расположен в северном торце станции. До капитального ремонта наклонный ход освещался «световыми столбиками» на балюстраде, во время ремонта светильники были убраны с балюстрады, освещение было перенесено на свод наклонного хода.
В южном торце станции располагается линейный пункт машинистов первой линии.

## Особенности проекта и станции
- Из-за особого расположения станции относительно вестибюля подземный зал станции и эскалаторный марш соединены между собой длинным пешеходным переходом, изгибающимся в виде буквы «S». Аналогично сделан переход на станциях «Лиговский проспект» и «Приморская».
- Ранее все три нефа подземного зала станции были одинаковой длины; центральный торец украшала надпись «Выборгская», подобная тем, что расположены на путевых стенах. В постсоветский период часть вестибюля станции отдали на служебные нужды, закрыв три крайних пролёта среднего зала. В эти производственные помещения имеются два входа с разных сторон платформы, в обоих установлены металлические ворота-решётки, благодаря чему можно, проезжая с одной стороны платформы, увидеть другую сторону сквозь служебную комнату. Подобное в петербургском метрополитене, кроме «Выборгской», до 2014 года имело место и на станции «Лесная»[6], где в ходе капитального ремонта решётки были заменены сплошными металлическими дверьми. В 2015 году такая же замена произошла на «Выборгской», однако в 2019 году вместо дверей вновь были установлены решётки.

## Наземный общественный транспорт

### Автобусы
| №   | Пересадки                                            | Конечный пункт 1                  | Конечный пункт 2           |
| --- | ---------------------------------------------------- | --------------------------------- | -------------------------- |
| 14  | Крестовский остров Чкаловская                        | АС «Крестовский остров»           | Выборгская                 |
| 86  | Ланская Удельная Озерки                              | Площадь Ленина Финляндский вокзал | улица Жени Егоровой        |
| 230 | Петроградская Спортивная Василеостровская            | Пискарёвка                        | Уральская улица Приморская |
| 251 | Лесная Кушелевка Площадь Мужества                    | Выборгская                        | Придорожная аллея          |
| 267 | Лесная Ланская Новая Деревня Пионерская Чёрная речка | Площадь Ленина Финляндский вокзал | ЖК «Новоорловский»         |

### Трамваи
| №  | Пересадки                                         | Конечный пункт 1     | Конечный пункт 2                  |
| -- | ------------------------------------------------- | -------------------- | --------------------------------- |
| 20 | Озерки Удельная Ланская Лесная                    | проспект Культуры    | Площадь Ленина Финляндский вокзал |
| 61 | Политехническая Площадь Мужества Лесная Кушелевка | Суздальский проспект | Выборгская                        |

## Станция в цифрах
Таблица времени прохождения первого поезда через станцию:
|                                    | По чётным числам | По нечётным числам |
| В сторону станции «Лесная»         | 6:00             | 6:00               |
| В сторону станции «Площадь Ленина» | 5:51             | 5:51               |

## Станция в литературе
- «Выборгская» появляется в постапокалиптическом романе Шимуна Врочека «Питер». Согласно ему, именно она является пересадочной на недостроенную Кольцевую линию.